# Coupe de la Ligue écossaise de football 1978-1979
 (octobre 2020).
Si vous disposez d'ouvrages ou d'articles de référence ou si vous connaissez des sites web de qualité traitant du thème abordé ici, merci de compléter l'article en donnant les références utiles à sa vérifiabilité et en les liant à la section « Notes et références ».
Navigation
Coupe de la Ligue écossaise 1977-1978 Coupe de la Ligue écossaise 1979-1980
La Coupe de la Ligue écossaise 1978-1979 est la 34e édition de la Coupe de la Ligue écossaise de football, et voit le Rangers FC l'emporter face à l'Aberdeen FC en finale le 31 mars 1979.

## Résultats

### Premier tour
| Division              | Club            | Aller | Total | Retour | Club               | Division              |
| --------------------- | --------------- | ----- | ----- | ------ | ------------------ | --------------------- |
| Second Division (D3)  | Alloa Athletic  | 4 - 1 | 5 - 0 | 1 - 0  | Stirling Albion    | First Division (D2)   |
| Second Division (D3)  | Berwick Rangers | 2 - 0 | 2 - 0 | 0 - 0  | St Johnstone FC    | First Division (D2)   |
| Premier Division (D1) | Celtic FC       | 3 - 1 | 6 - 1 | 3 - 0  | Dundee FC          | First Division (D2)   |
| First Division (D2)   | Dumbarton FC    | 0 - 0 | 0 - 2 | 0 - 2  | St Mirren FC       | Premier Division (D1) |
| First Division (D2)   | Montrose FC     | 4 - 0 | 5 - 0 | 1 - 0  | Queen of the South | First Division (D2)   |
| Premier Division (D1) | Rangers FC      | 3 - 0 | 4 - 0 | 1 - 0  | Albion Rovers      | Second Division (D3)  |

### Deuxième tour
| Division              | Club                | Aller | Total | Retour              | Club                 | Division              |
| --------------------- | ------------------- | ----- | ----- | ------------------- | -------------------- | --------------------- |
| First Division (D2)   | Airdrieonians FC    | 3 - 0 | 8 - 0 | 5 - 0               | Dunfermline Athletic | Second Division (D3)  |
| First Division (D2)   | Ayr United          | 1 - 0 | 4 - 1 | 3 - 1               | Stranraer FC         | Second Division (D3)  |
| Second Division (D3)  | Berwick Rangers     | 1 - 3 | 2 - 8 | 1 - 5               | St Mirren FC         | Premier Division (D1) |
| Second Division (D3)  | Brechin City        | 0 - 3 | 1 - 6 | 1 - 3               | Hibernian FC         | Premier Division (D1) |
| First Division (D2)   | Clyde FC            | 3 - 1 | 3 - 4 | 0 - 3               | Motherwell FC        | Premier Division (D1) |
| Second Division (D3)  | Cowdenbeath FC      | 3 - 2 | 3 - 4 | 0 - 2               | Hamilton Academical  | First Division (D2)   |
| Premier Division (D1) | Dundee United       | 2 - 3 | 2 - 4 | 0 - 1               | Celtic FC            | Premier Division (D1) |
| Second Division (D3)  | East Fife           | 0 - 1 | 0 - 2 | 0 - 1               | Arbroath FC          | First Division (D2)   |
| Premier Division (D1) | Heart of Midlothian | 1 - 3 | 2 - 7 | 1 - 4               | Morton FC            | Premier Division (D1) |
| First Division (D2)   | Kilmarnock FC       | 2 - 0 | 3 - 1 | 1 - 1               | Alloa Athletic       | Second Division (D3)  |
| Second Division (D3)  | Meadowbank Thistle  | 0 - 5 | 0 - 9 | 0 - 4               | Aberdeen FC          | Premier Division (D1) |
| First Division (D2)   | Montrose FC         | 1 - 1 | 3 - 1 | 2 - 0 a.p.          | East Stirlingshire   | Second Division (D3)  |
| Premier Division (D1) | Partick Thistle     | 1 - 1 | 3 - 3 | 2 - 2 a.p., 3-4 tab | Falkirk FC           | Second Division (D3)  |
| First Division (D2)   | Raith Rovers        | 4 - 2 | 6 - 6 | 2 - 4               | Queen's Park         | Second Division (D3)  |
| Premier Division (D1) | Rangers FC          | 3 - 0 | 7 - 1 | 4 - 1               | Forfar Athletic      | Second Division (D3)  |
| Second Division (D3)  | Stenhousemuir FC    | 1 - 0 | 2 - 4 | 1 - 4               | Clydebank FC         | First Division (D2)   |

### Troisième tour
| Division              | Club                | Aller | Total | Retour | Club             | Division              |
| --------------------- | ------------------- | ----- | ----- | ------ | ---------------- | --------------------- |
| First Division (D2)   | Arbroath FC         | 1 - 1 | 3 - 2 | 2 - 1  | Airdrieonians FC | First Division (D2)   |
| Premier Division (D1) | Celtic FC           | 0 - 1 | 4 - 2 | 4 - 1  | Motherwell FC    | Premier Division (D1) |
| Second Division (D3)  | Falkirk FC          | 0 - 2 | 1 - 3 | 1 - 1  | Ayr United       | First Division (D2)   |
| First Division (D2)   | Hamilton Academical | 0 - 1 | 1 - 8 | 1 - 7  | Aberdeen FC      | Premier Division (D1) |
| Premier Division (D1) | Hibernian FC        | 1 - 0 | 2 - 1 | 1 - 1  | Clydebank FC     | First Division (D2)   |
| First Division (D2)   | Kilmarnock FC       | 2 - 0 | 4 - 5 | 2 - 5  | Morton FC        | Premier Division (D1) |
| First Division (D2)   | Raith Rovers        | 3 - 0 | 4 - 5 | 1 - 5  | Montrose FC      | First Division (D2)   |
| Premier Division (D1) | Rangers FC          | 3 - 2 | 3 - 2 | 0 - 0  | St Mirren FC     | Premier Division (D1) |

### Quarts de finale
| Division              | Club        | Aller | Total | Retour | Club         | Division              |
| --------------------- | ----------- | ----- | ----- | ------ | ------------ | --------------------- |
| First Division (D2)   | Ayr United  | 3 - 3 | 4 - 6 | 1 - 3  | Aberdeen FC  | Premier Division (D1) |
| First Division (D2)   | Montrose FC | 1 - 1 | 2 - 4 | 1 - 3  | Celtic FC    | Premier Division (D1) |
| Premier Division (D1) | Morton FC   | 1 - 0 | 1 - 2 | 0 - 2  | Hibernian FC | Premier Division (D1) |
| Premier Division (D1) | Rangers FC  | 1 - 0 | 3 - 1 | 2 - 1  | Arbroath FC  | First Division (D2)   |

### Demi-finale
| Division              | Club        | Score      | Club         | Division              |
| --------------------- | ----------- | ---------- | ------------ | --------------------- |
| Premier Division (D1) | Aberdeen FC | 1 - 0 a.p. | Hibernian FC | Premier Division (D1) |
| Premier Division (D1) | Rangers FC  | 3 - 2 a.p. | Celtic FC    | Premier Division (D1) |

### Finale
La finale oppose Rangers Football Club à Aberdeen Football Club :
| Division              | Club       | Score | Club        | Division              |
| --------------------- | ---------- | ----- | ----------- | --------------------- |
| Premier Division (D1) | Rangers FC | 2 - 1 | Aberdeen FC | Premier Division (D1) |